# Walter Yonge (3e baronnet)
Pour les articles homonymes, voir Walter Yonge (2e baronnet) et Yonge.
Walter Yonge, 3e baronnet (1653 - 18 juillet 1731) d’Escot dans la paroisse de Talaton, dans le Devon, est un propriétaire britannique et un homme politique whig qui siège à la Chambre des communes anglaise et britannique entre 1679 et 1710.

## Biographie
Il est baptisé le 8 septembre 1653, fils et héritier de Walter Yonge (2e baronnet) (vers 1625-1670) de Great House dans la paroisse de Colyton, dans le Devon, et de son épouse Isabella Davie, fille de John Davie (1er baronnet), de Sandford, Devon. Il s'inscrit au collège d'Exeter à Oxford en 1670. Il succède à son père comme baronnet en 1670. En 1677, il épouse Gertrude Morice, fille de William Morice (1er baronnet) de Werrington, Devon. En 1691, il épouse sa deuxième épouse, Gwen Williams, fille et épouse de Robert Williams, 2e baronnet de Penrhyn, Caernarvonshire. Vers 1680, il quitte son siège ancestral de Great House, Colyton, s’étant construit l’Escot House (en), un grand manoir de la paroisse de Talaton, dans le Devon, sur le modèle de Robert Hooke. Son père a acheté le manoir de Mohuns Ottery dans la paroisse de Luppit, dans le Devon et commence à y construire une nouvelle résidence, que le 3e baronnet abandonne, préférant la situation d'Escot.

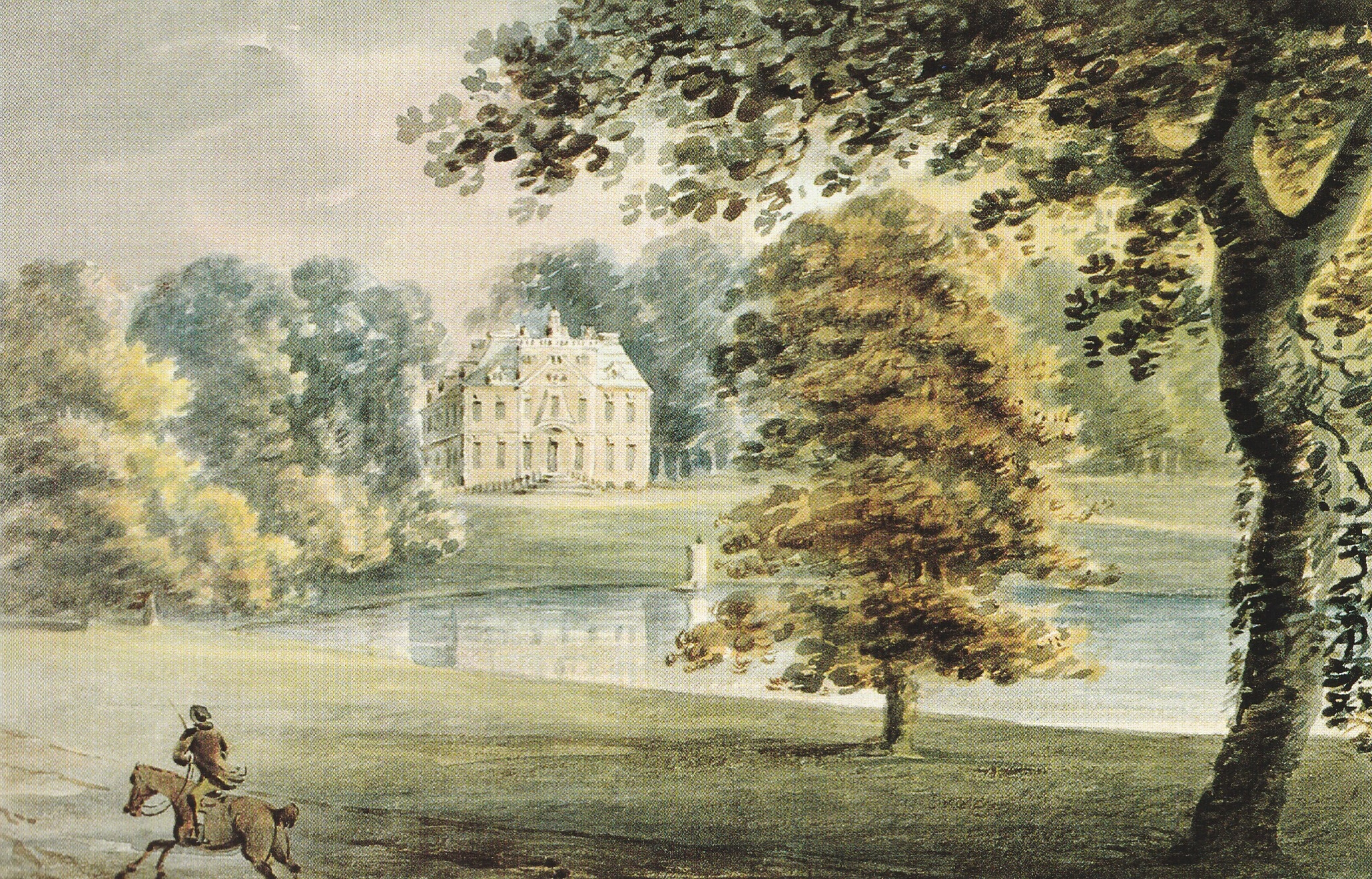
Escot House

## Carrière
Il est élu député de Honiton de 1679 à 1689. En 1689, il est réélu député d'Ashburton. À l'élection générale anglaise de 1690, il est réélu pour Honiton sans opposition. À plusieurs reprises, il est un soutien pour les whigs et il s'exprime souvent. Il est également appelé à participer à la rédaction de nombreux projets de loi. Il est réélu sans opposition pour Honiton à nouveau lors de l'élection générale anglaise de 1695 et signe l'Association rapidement. Il vote pour fixer le prix des guinées à 22 shillings le 26 mars 1696 et vote pour l'élection de John Fenwick le 25 novembre 1696. À l'élection générale de 1698 en Angleterre, il est de nouveau réélu pour Honiton et continue d'agir comme scrutateur et parler pour l'administration. Il est réélu sans opposition lors des premières élections générales de 1701. En novembre 1701, il démissionne de ses fonctions de commissaire des douanes afin de pouvoir conserver son siège de député conformément à la nouvelle clause relative à la place, et est réélu lors d'un scrutin lors de la deuxième élection générale de 1701. Il est de nouveau un partisan des Whigs.
Lors de l'élection générale anglaise de 1702, il est réélu à nouveau sans opposition, mais il devient beaucoup moins actif au Parlement. Il vote contre le Tack le 28 novembre 1704. Il est réélu le 25 octobre 1705 lors de l'élection générale anglaise et vote pour le candidat à la présidence. Il appuie la Cour quant à la « clause de la place » dans le projet de loi de régence le 18 février 1706. Il est scrutateur à plusieurs reprises. Aux élections générales britanniques de 1708, il est réélu en tant que Whig pour Honiton. Il est impliqué dans l’adoption de plusieurs projets de loi. Il vote en faveur de la destitution du docteur Sacheverell en 1710. Lors des Élections générales britanniques de 1710, son élection à Honiton est contestée, et le comité des élections se prononce contre sa réélection. Il ne se représente plus au Parlement, mais en 1714, il reprend le poste de commissaire aux douanes qu'il occupe jusqu'à la fin de ses jours.
Il est décédé le 18 juillet 1731 et est enterré à Colyton. Il a une fille de sa première femme et un fils et trois filles de sa deuxième femme. Son fils, William Yonge (4e baronnet) lui succède.